# Chrono Popp
Chrono Popp, eigentlich Werner Popp (16. Dezember 1954 in Wien – 4. Juli 2020 ebenda), war ein österreichischer Sänger, Gitarrist, Komponist und Musikproduzent. Sein größter Hit war Boundaries, ein antirassistischer Song aus den 1990er Jahren, seine letzte Band hieß Chrono Popp & The Sorry Babies.
Er wurde dem Genre electronic music und dem Stil abstract zugerechnet.

## Leben, Werk
Erste Auftritte absolvierte der in Wien-Floridsdorf geborene Musiker Ende der 1970er Jahre in den österreichischen New-Wave- und Punk-Zeiten. Anfang der 1980er gründete er gemeinsam mit Hans Holler, "seinem lebenslangen künstlerischen Partner" (ORF), und mit Thomas Mießgang die Formation Radical Chic, eine Live-Act-Band. Er war auch in den Gruppen Außer Atem und Die Nerven tätig. Damals baute er gemeinsam mit Holler ein Studio auf, Audiorama, und begann sich als Produzent zu betätigten.
1985 gründete er die Retro-Soul-Band Soul Finger, Anfang der 1990er Jahre dann – mit Holler, der Sängerin Leena Conquest und dem Free-Jazz-Saxofonisten Walter „Muhammad“ Malli – die Gruppe Hip Hop Finger. Diese Band hatte, produziert von Werner Geier (1962–2007), mit dem Track Boundaries, einem anti-rassistischen Statement, ihren größten Erfolg, einen internationalen Clubhit des Jahres 1993. Es gab auch Live-Auftritte der Band, beispielsweise bei den Konfrontationen 1992 in Nickelsdorf. Der Künstler war in den 1990er Jahren an dem retrofuturistischen Projekt Musikkreis MS 20 beteiligt, die die Möglichkeiten des analogen Synthesizers im Rahmen zwischen Pop und Experimentalmusik ausloten wollte. Als Produzent half er österreichischen Underground-Formationen – beispielsweise Asteron und Ronnie Urini, auch dem Düster-Duo Modell D’oo.
Von 1994 bis 1996 war Chrono Popp musikalischer Gestalter der Phettbergs Nette Leit Show mit Hermes Phettberg als Moderator. 19 der 24 Folgen wurden vom ORF aufgezeichnet und ausgestrahlt. Das Projekt erlangte Kultstatus, auch wegen der Darbietungen der Brüder Poulard – „Bon Soir“ mit Chrono Popp als Gitarristen. Daneben zeichnete er für den Soundtrack einiger Filme und Dokumentationen verantwortlich. Mit seinem Partner Hans Holler vertonte er für das Filmarchiv Austria eine Reihe von Stummfilmen. Bei einem Wiener Open-Air-Kinofestival wurden diese Tracks teils live, teils vorproduziert vorgestellt. Aus 2002 ist eine Band namens Chrono Popps Superbett überliefert mit dem Titel Together Forever in Alltag und Staat. In den späten Nullerjahren erfolgte eine weitere Neugründung. Mit Hans Holler, Andreas Karner und Thomas Mießgang kreierte er die Formation Chrono Popp & The Sorry Babies. Sie spielten als „Austro-Funk“ bezeichnet „eine elektrische Mischung“ aus Soul, Latin und Ska. „Dazu machen behandschuhte Fräulein reichlich schubidu“, wie Die Presse 2018 schrieb. 2012 erschien bei monkey records das Album Sex The Nation.
Des Weiteren war er Gewinner des Wettbewerbs „Kunstprojekt für das neue Krankenhaus in Meran“; auf dem Dach des Krankenhauses wurde eine Panoramakamera installiert. Zusammen mit Eva Wohlgemuth erstellte er eine Computeranimation als Bühnenbild für das Nationaltheater Weimar.
In der Presse wurde Popp noch zu Lebzeiten zum „Gitarrenhalbgott“ erhoben. Im Kurier wurde er im Nachruf als „Soundkünstler“ und von ORF.at als „Wiener Musiklegende“ bezeichnet.
Am 4. Juli 2020 erlag Werner „Chrono“ Popp einem Krebsleiden.

## Filme
- Attwengerfilm, 1995
- In Schwimmen-zwei-Vögel (nach dem gleichnamigen Roman von Flann O’Brien), Regie: Kurt Palm, Österreich 1997, 90 Minuten
- Kafka, Kiffer und Chaoten, Regie: Kurt Palm; Österreich 2014, 84 Minuten

## Theater
- Einen Jux will er sich machen, Regie: Kurt Palm; Graz 2001[5]